# 証券金融会社
証券金融会社（しょうけんきんゆうがいしゃ）とは、信用取引の決済に必要な資金または株式を金融商品取引所（証券取引所）の正会員等となっている証券会社に貸し付けたり、証券会社が公社債の引受・売買に伴って必要とする短期の保有資金を貸し付けたり、個人・法人に対して有価証券を担保に資金を貸し付けたりすることなどを業務にする会社のことである。

## 根拠法
根拠法は貸金業法ではなく、金融商品取引法156条の24による免許制となっており、資本金1億円以上の株式会社で一定の要件を満たすものが免許を受けることができる。

## 業者
2017年現在、日本証券金融（日証金）のみが現存する。
1950年から全国9つの証券取引所所在地にそれぞれ証券金融会社が設立されたが、1955年の証券取引法改正を機に各地の証券金融会社が統合され、日証金、中証金、大証金の3社に集約された。その後、東京証券取引所グループと大阪証券取引所の統合に伴い2013年7月に大阪証券金融（大証金）が日証金に吸収合併された。2017年には中部証券金融（中証金）が自主廃業を決定し、日証金が業務を継承した。